# Jeremy McKinnon
Jeremy Wade McKinnon (Ocala, 17 de diciembre de 1985) es un músico estadounidense de Ocala, Florida. McKinnon es miembro, fundador y vocalista de A Day to Remember.

## Biografía
Jeremy McKinnon primero trabajó en Boston Market y más tarde pasó a hacer del trabajo a la construcción. El interés de McKinnon por la música se produjo como resultado de pasar los momentos con la banda de su mejor amigo. McKinnon se inspiró para escribir y tocar música pesada por una banda local llamada Seventh Star. McKinnon a menudo se integró en problemas en la escuela secundaria y como resultado iba a escribir las letras de canciones. La primera banda de McKinnon fue la banda de ska punk All for Nothing, antes de unirse al guitarrista Tom Denney y el baterista Bobby Scruggs para formar A Day to Remember.
McKinnon, A Day to Remember y el bajista Joshua Woodard han formado su propio sello discográfico, Running Man; enlazado con Epitaph, que firma la banda de pop punk Veara.
Durante una entrevista en 2012 McKinnon ha negado la posibilidad de hacer un álbum de estudio en solitario.
McKinnon sigue un estilo de vida straight edge.
McKinnon actualmente se encuentra casado con Stephanie Morrison, con quien tienen una hija.

## Influencias
McKinnon comunicó como sus bandas de punk rock más influyentes MxPx y Millencolin y dijo como sus influencias en su etapa ska punk es la banda Less Than Jake:
"Ellos se divertían durante el concierto, que no eran muy graves. Pero no fueron Scocchi para aparecer ridículo. Simplemente, crearon un gran ambiente, y siempre me ha gustado eso. Entonces vi a The Flaming Lips, y Rammstein en Alemania, y que fue el concierto más loco que he visto nunca. Sólo estoy tratando de combinar y poner en práctica todas las cosas maravillosas que me han encantado con los años".

## Discografía

### Álbumes de estudio
con A Day to Remember
- 2005 – And Their Name Was Treason
- 2007 – For Those Who Have Heart
- 2009 – Homesick
- 2010 – What Separates Me from You
- 2013 – Common Courtesy
- 2016 – Bad Vibrations
- 2021 – You're Welcome
- 2025 – Big Ole Album Vol. 1

### Apariciones especiales
| Banda                 | Canción                                                     |
| --------------------- | ----------------------------------------------------------- |
| In Fear and Faith     | "Strength in Numbers"                                       |
| For the Fallen Dreams | "Nightmares"                                                |
| Pierce the Veil       | "Caraphernelia"                                             |
| Mest                  | "Radio (Something to Believe)"                              |
| August Burns Red      | "Ghosts"                                                    |
| Neck Deep             | "Kali Ma"                                                   |
| Linkin Park           | "A Place For My Head (Live in Honor of Chester Bennington)" |
| Hardy                 | "Radio Song"                                                |

## Álbumes producidos
| Año  | Álbum de estudio           | Banda                 |
| ---- | -------------------------- | --------------------- |
| 2010 | What We Left Behind        | Veara                 |
| 2010 | What Separates Me from You | A Day to Remember     |
| 2011 | Dead Throne                | The Devil Wears Prada |
| 2012 | Get What You Give          | The Ghost Inside      |
| 2013 | Common Courtesy            | A Day to Remember     |
| 2014 | Dear Youth                 | The Ghost Inside      |
| 2015 | Life's Not out to Get You  | Neck Deep             |
| 2015 | Blueprints                 | Wage War              |
| 2017 | Deadweight                 | Wage War              |
| 2019 | Pressure                   | Wage War              |
| 2020 | The Ghost Inside           | The Ghost Inside      |
| 2021 | You're Welcome             | A Day to Remember     |
| 2021 | Manic                      | Wage War              |